# Superliga femenina de fútbol de Venezuela 2018
La temporada 2018 de la Superliga Femenina de Fútbol de Venezuela fue la 2.ª edición de dicho torneo.
El equipo campeón clasifica a la Copa Libertadores Femenina 2019.

## Modalidad
El campeonato se jugará en dos torneosː Apertura y Clausura. Los clubes estarán divididos en dos grupos de 7 equipos, quienes jugarán el formato todos contra todos a dos ruedas. Los dos primeros equipos de cada grupo clasificaran a las semifinales para disputar el título del torneo corto.
Los campeones de ambos torneos (Apertura y Clausura) se enfrentan en una final, a partidos de ida y vuelta para definir al campeón, y la estrella de la temporada.

## Equipos
Los 17 equipos participantes en la temporada 2018 de la Superliga Femenina Fútbol son los siguientes:
| Equipo                      | Ciudad         | Estadio                                |
| --------------------------- | -------------- | -------------------------------------- |
| A.C.C.D. Mineros de Guayana | Ciudad Guayana | Ciudad Mineros de Guayana              |
| A.C. Deportivo Lara         | Cabudare       | Polideportivo Arquilino Juárez         |
| Atlético Venezuela          | Caracas        | Cancha Fuerte Tiuna                    |
| Carabobo FC                 | Valencia       | Polideportivo Misael Delgado           |
| Caracas FC                  | Caracas        | Cocodrilos Sport Park                  |
| Deportivo La Guaira         | Los Teques     | Polideportivo El Paso "Arnaldo Arocha" |
| Deportivo Táchira           | San Cristóbal  | Cancha Alterna Pueblo Nuevo            |
| Estudiantes de Caracas      | Caracas        | Complejo deportivo FutSal Park         |
| Estudiantes de Guárico      | Calabozo       | Alfredo Simonpietri                    |
| Estudiantes de Mérida       | Mérida         | Guillermo Soto Rosa                    |
| Flor de Patria Fútbol Club  | Valera         | Jose Alberto Pérez                     |
| Lala FC                     | Ciudad Guayana | Complejo Deportivo LALA                |
| Monagas S.C                 | Maturín        | Cancha Alterna Monumental de Maturín   |
| Seca SC                     | Naguanagua     | Naguanagua Sportpark                   |
| Vencedores de Cojedes FC    | San Carlos     | Olímpico de San Carlos                 |
| Zamora FC                   | Barinas        | Reinaldo Melo                          |
| Zulia FC                    | Maracaibo      | Cancha La Victoria                     |

### Personal e indumentaria
| Equipo                      | Capitana         | Director Técnico  | Marca Deportiva | Patrocinador                    |
| --------------------------- | ---------------- | ----------------- | --------------- | ------------------------------- |
| A.C.C.D. Mineros de Guayana |                  | Maico Guerra      | Sport Jugados   | Gobierno Bolivariano de Bolívar |
| A.C. Deportivo Lara         |                  |                   | Uhlsport        |                                 |
| Atlético Venezuela          | Yeini Rosal      | Ayrton Marques    | Adidas          | FERRYJET                        |
| Carabobo FC                 | Eliana Hernández | Gustavo Rios      | Adidas          | No tiene                        |
| Caracas FC                  |                  | Gimino Tropiano   | Adidas          | Maltín Polar                    |
| Deportivo La Guaira         | Erilyn Hernández | Edward Agustín    | Adidas          | Traki                           |
| Deportivo Táchira           | Sandra Luzardo   | Ana Capacho       | Adidas          | SIMMONDS EQUIPEMENTS            |
| Estudiantes de Caracas      |                  | Mónica Giraldo    | Bethoben        |                                 |
| Estudiantes de Guárico      | Paola Villamizar | Omar Ramírez      |                 | Traki                           |
| Estudiantes de Mérida       |                  |                   | Ulter Sport     | Arant - Supplies                |
| Flor de Patria Fútbol Club  | Petra Cabrera    | Robert Márquez    | Kuikak Sports   | Cafe Flor de Patria             |
| Lala FC                     | Stephany Plaza   | Everaldo Peña     |                 | Fundación LALA                  |
| Monagas SC                  |                  | Eberth Valdivieso | Adidas          | Gobierno Bolivariano de Monagas |
| Seca SC                     |                  | Manuel Sumoza     |                 | Seca Sports                     |
| Vencedores de Cojedes       |                  | Freddy Restrepo   |                 |                                 |
| Zamora FC                   | Naylé Quintero   | Yllenis Pérez     | Uhlsport        | PDVSA                           |
| Zulia FC                    | Michelle Romero  | Liria Ferrer      | Uhlsport        | PDVSA                           |